# Afrixalus septentrionalis
Afrixalus septentrionalis és una espècie de granota de la família dels hiperòlids que viu a Tanzània i Kenya.
Està amenaçada d'extinció per la pèrdua del seu hàbitat natural.